# Kang Chang-gi
Kang Chang-gi (* 28. August 1927; † 5. Januar 2007) war ein südkoreanischer Fußballspieler.

## Karriere
Kang war Teil des Kaders der südkoreanischen Nationalmannschaft bei der Weltmeisterschaft 1954 und stand hier in der Gruppenphase gegen Ungarn und die Türkei jeweils in der Startelf.